# Bataille de Whampoa
Première guerre de l'opium
Batailles
m
- Kowloon
- Chuanbi (1re)
- Chusan (1re)
- Barrière
- Chuanbi (2e)
- Bogue
- Première barre
- Whampoa
- Broadway
- Canton (1re)
- Canton (2e)
- Sanyuanli
- Amoy
- Chusan (2e)
- Chinhai
- Ningpo
- Tzeki
- Chapu
- Woosung
- Chinkiang
- Nerbudda

La bataille de Whampoa (Battle of Whampoa) est un affrontement entre les forces britanniques et chinoises sur l'île de Whampoa (en) dans la rivière des Perles au Guangdong le 2 mars 1841 durant la première guerre de l'opium.
Après la bataille du Bogue qui leur ouvre l'accès à la rivière des Perles et la bataille de la Première barre, les Britanniques poursuivent leur route vers Canton, la plus grande ville du sud de la Chine, avec pour deuxième et ultime étape les batteries d'artillerie de l'île de Whampoa.

## Bataille
Le 2 mars 1841, le commodore Gordon Bremer (en), commandant en chef des forces britanniques, envoie le capitaine Edward Belcher du Sulphur reconnaître la rivière de la Jonque entre Whampoa et l'île de la Jonque, une longue bande de terre étroite au nord-est de Whampoa. Le navire est remorqué par trois des bateaux du Wellesley (en) sous le commandement du lieutenant Richard Symonds. Alors qu'ils approchent de l'extrémité nord-est de l'île de Whampoa, une batterie d'artillerie chinoise d'environ 25 canons, camouflée par d'épaisses branches d'arbres, ouvre le feu sur les navires britanniques,. Le lieutenant Symonds coupe immédiatement le câble de remorquage, les bateaux s'approchent du rivage et les équipages débarquent. La batterie est défendue par 250 bannerets mandchous qui fuient pour se réfugier dans la jungle voisine, mais d'où ils sont délogés par l'artillerie du Sulphur. Après la capture des forts par les Britanniques, les canons sont détruits et les ouvrages et réserves de munitions explosés,.

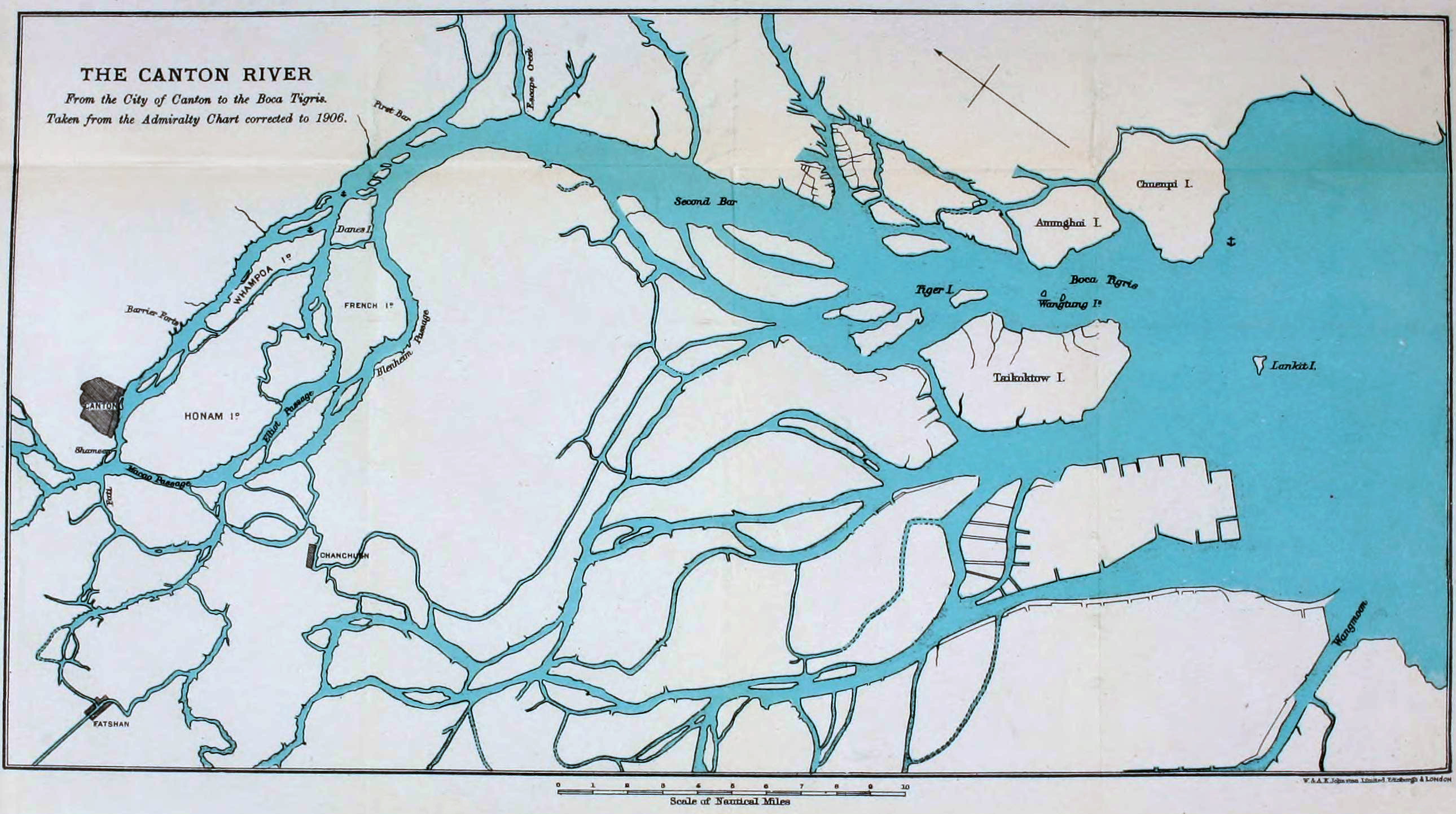
Carte de la rivière des Perles, montrant l'île de Whampoa juste avant la ville de Canton.

Bremer rapporte 15 à 20 Mandchous tués. Un marin britannique du Wellesley est décédé des suites de ses blessures après avoir reçu une balle dans les poumons avec de la mitraille,,. Bremer remet le commandement des forces terrestres au major-général Hugh Gough, qui rejoint la flotte à bord du HMS Cruizer (en). L'ancien commissaire impérial Lin Zexu écrit dans son journal le 2 mars : « J'ai entendu dire que les navires rebelles anglais ont déjà forcé le passage du fort de Lieh-te. Tôt le matin, je suis allé discuter au Bureau général du monastère du Bouddha géant ».